# Будисавски манастир
Будисавският манастир „Преображение Господне“ (на сръбски: Манастир Будисавци Преображења Христовог) е средновековен православен манастир край село Будисавци, Косово. Част е от Рашко-Призренската епархия на Сръбската православна църква. Църквата е обявена за паметник на културата.

## История
Католиконът е издигнат в XIV век. Многократно е рушена и палена. Не е известно дали става дума за властелска задужбина или - въз основа на частично запазения надпис върху каменна плоча, вградена в източната страна на апсидата - покровителството може да се припише на крал Милутин. Преданието свързва този храм със сестрата на крал Стефан Дечански.
Сградата е с хармонични пропорции. Основата е във формата на равнобедрен вписан кръст с тристранна апсида отвън, купол и притвор, който първоначално е по-нисък от сегашния от XIX век. Зидарията е изпълнена чрез редуване на камък и тухла, която в някои части е декоративно подредена. Особена ценност на църквата е оригиналната иконата „Преображение Господне“, която датира от края на XIV и началото на XV век. Оригиналните стенописи са напълно унищожени, църквата е частично разрушена, а манастирът претърпява основен ремонт през 1568 година при патриарх Макарий Печки. При този ремонт е изграден купол и горните части на апсидата и наоса. От това време произхождат стенописите, които се отличават със сигурен рисунък и наситени цветове, а изображението на ктитора Макарий е един от най-красивите портрети на сръбската живопис от XVI век. През следващите векове в Будисавския манастир са извършвани различни интервенции, както върху църквата, така и върху другите манастирски сгради.
Църквата е обновена отново в 1872 година, когато получава притвор и нов покрив. Веднага след това игуменът йеромонах Рафаил се обръща към сръбските власти за финансова помощ за изграждането на иконостаса. Иконостасът е изписан в 1874 година от известни дебърски иконописци Александър и Васил Гиновски, които изписват зоната на цокъла, царските двери и крайната зона с Разпятието на Христос. Иконостасът е проста дървена конструкция със скромни размери е съставен от няколко различни компонента, създадени в различни периоди. Има резбовано наддверие от XVIII век, дар от цетинския иконописец Максим Туйкович от 1732 година. На мястото на престолните икони са иконите на Христос и Божията майка, донесени от игумен Рафаил от поклонническото му пътуване в Светите земи в 1861 година. От ктиторския надпис се разбира, че с благословията на митрополит Мелетий в 1872 година църквата е обновена, издигнати са конаци и братята Василий Кръстич и Александър в 1874 година правят иконостаса благодарение на усилията на игумена на Печ Рафаил и с помощта на отец Кирил и питомеца Макарий.
- Ктиторският портрет на патриарх Макарий Печки от 1568 година
- „Богородица с Христос“, престолна икона от 1861 година
- Ктиторският надпис от 1874 година